# 库热西·买合苏提
库热西·买合苏提（維吾爾語：كۈرەش مەخسۇت‎，拉丁维文：Kuresh Mexsut，1960年3月—），男，维吾尔族，新疆皮山人。中国人民解放军测绘学院毕业，中共中央党校在职研究生学历。1977年1月参加工作，1984年1月加入中国共产党。曾任生态环境部党组成员、中央纪委国家监委驻生态环境部纪检监察组组长。

## 从政经历
库热西·买合苏提早年一直在军队测绘系统工作，毕业于中国人民解放军在郑州的测绘学院（今中国人民解放军战略支援部队信息工程大学）航测系。1986年7月，库热西离开乌鲁木齐军区第二测绘大队，调中共新疆维吾尔自治区党委党校任职。1988年5月，进入自治区监察厅，开启十年纪检工作经历，曾先后担任监察厅副处长、自治区纪委纪检监察室副主任、自治区纪委常委等职务。
1998年10月，38岁的库热西出任哈密地区行政公署副专员。2000年4月，晋升中共哈密地委副书记、行署专员。2003年1月，升任新疆维吾尔自治区人民政府副主席。2007年12月，任中共新疆维吾尔自治区党委常委，继续担任自治区人民政府副主席。
2014年3月，库热西·买合苏提调到中央，出任国土资源部副部长兼国家测绘地理信息局局长。2018年4月，任改组后的自然资源部副部长。2018年11月，兼任國家自然資源副總督察。
2020年5月，出任生态环境部党组成员、中央纪委国家监委驻生态环境部纪检监察组组长。2022年9月，卸任职务。